# Louise Bonham
Pour les articles homonymes, voir Bonham.
Louise Bonham, née McKinlay le 10 août 1962 est une triathlète professionnelle australienne, multiple vainqueur sur triathlon Ironman.

## Biographie
Louise Bonham est une des premières australiennes qui ont permis à leur pays d'affirmer leur présence sur la scène internationale en triathlon, elle termine en 10e position du championnat du monde d'Ironman à Kona (Hawaï) de 1986 en 10 h 38 min 55 s. Elle pratique également le cyclisme où elle termine quatrième du championnat d'Australie sur route en 1987
Louise Bonham est introduite en 2014, dans l'ITU Hall of Fame.

## Palmarès
Le tableau présente les résultats les plus significatifs (podium) obtenus sur le circuit national et international de triathlon depuis 1986,.
| Année | Compétition                              | Pays       | Position          | Temps            |
| ----- | ---------------------------------------- | ---------- | ----------------- | ---------------- |
| 1992  | Ironman Australie                        | Australie  | Médaille d'or     | 9 h 24 min 15 s  |
| 1991  | Ironman Australie                        | Australie  | Médaille d'argent | 9 h 49 min 20 s  |
| 1991  | Championnats d'Australie longue distance | Australie  | Médaille d'or     | Timing           |
| 1989  | Ironman Australie                        | Australie  | Médaille d'or     | 9 h 53 min 48 s  |
| 1989  | Tagaman Triathlon                        | États-Unis | Médaille d'or     | Timing           |
| 1989  | Nepean Triathlon                         | Australie  | Médaille d'or     | Timing           |
| 1989  | Championnats d'Australie                 | Australie  | Médaille d'or     | Timing           |
| 1989  | Championnats d'Australie longue distance | Australie  | Médaille d'or     | Timing           |
| 1988  | Ironman Australie                        | Australie  | Médaille d'or     | 10 h 17 min 8 s  |
| 1988  | Nepean Triathlon                         | Australie  | Médaille d'or     | Timing           |
| 1987  | Ironman Australie                        | Australie  | Médaille d'or     | 10 h 38 min 55 s |
| 1987  | Taree Triathlon                          | Australie  | Médaille d'or     | Timing           |
| 1987  | Sydney Triathlon                         | Australie  | Médaille d'or     | Timing           |
| 1986  | Taree Triathlon                          | Australie  | Médaille d'or     | 2 h 43 min 12 s  |